# 烏克魯異鮰
烏克魯異鮰（学名：Aspidoparia ukhrulensis）为輻鰭魚綱鯉形目鲤科异鲴属的其中一種，該物種分布於亞洲印度曼尼普爾邦，棲息在中底層水域，生活習性不明。